# Mijakonodžó
Mijakonodžó (japonsky 都城市) je město v prefektuře Mijazaki v Japonsku. K roku 2018 v něm žilo bezmála 162 tisíc obyvatel.

## Poloha a doprava
Mijakonodžó leží na ostrově Kjúšú západně od Mijazaki a východně od Kirišimy.
Přes město prochází národní silnice 10 z Kitakjúšú do Kagošimy. Zdejší železniční stanice Mijakonodžó je železničním uzlem.

## Dějiny
Jako město vzniklo Mijakonodžó v 1. dubna 1924.

### Rodáci
- Ai Šišimeová (* 1994), judistka